# Gianluca Di Chiara
Gianluca Di Chiara (Palermo, 26 dicembre 1993) è un calciatore italiano, difensore del Catanzaro.

## Caratteristiche tecniche
Gioca prevalentemente come terzino sinistro, possiede una buona capacità di corsa tuttavia può giocare anche sulla fascia sinistra a centrocampo inoltre può essere schierato saltuariamente nel ruolo di difensore centrale.

## Carriera

### Club
Il 15 maggio 2011 esordisce in Lega Pro Prima Divisione con la Reggiana, che successivamente lo cede al Palermo, con cui gioca per una stagione nel Campionato Primavera.

#### Prestiti a Pavia, Latina e Catanzaro
Subito dopo viene ceduto in prestito dal Palermo al Pavia, in Lega Pro, con cui scende in campo in 29 occasioni, mettendo a segno anche 1 gol. Terminato il prestito torna al Palermo, che lo rimanda nuovamente in prestito ma in Serie B al Latina in cui raccoglie solo 3 presenze.
Nel gennaio 2014, viene ceduto in prestito al Catanzaro, in Lega Pro raccogliendo nella stagione 2014-2015, 17 presenze mentre nella stagione 2015-2016, 8 presenze. Verrà successivamente riscattato dal Catanzaro.

#### Prestiti a Lecce, Foggia e Perugia
Nel gennaio 2015 viene ceduto in prestito al Lecce in Lega Pro in cui raccoglierà 8 presenze ed 1 goal. A fine stagione, tornerà al Catanzaro.
Nella stagione 2015-2016 viene ceduto in prestito al Foggia Calcio in Lega Pro alla corte di Roberto De Zerbi, con cui perderà la finale play off contro il Pisa, 4-2 a Pisa e 1-1 a Foggia. Raccoglierà in totale 27 presenze con la maglia dei satanelli, play off compresi.
A fine stagione torna al Catanzaro che nel 2016 lo cederà in prestito con diritto di riscatto, al Perugia in Serie B con cui raccoglie 37 presenze, play off compresi, segnando anche il suo primo gol nel campionato cadetto, il 30 ottobre 2016,nel successo per 4-1 a Vicenza.  A fine stagione viene riscattato dal club umbro per 400.000 euro.

#### Benevento, Carpi, ancora Benevento e Perugia
Il 13 luglio 2017 viene ceduto per 3 milioni di euro al Benevento, neopromosso in Serie A, con cui esordisce alla prima giornata di campionato entrando in campo al 72' nella partita esterna persa per 2-1 contro la Sampdoria.
In serie A gioca 13 gare prima di essere ceduto in prestito al Carpi il 31 gennaio 2018.
Tornato in B gioca 10 partite prima di tornare nuovamente al Benevento per fine prestito.
Con i sanniti disputa 19 partite in serie B e 3 in Coppa Italia, chiudendo la stagione con l'eliminazione nelle semifinali play off col Cittadella.
Il 15 luglio 2019 viene acquistato in prestito dal Perugia, dove torna dopo due stagioni a vestire la casacca dei Grifoni. Il 2 novembre torna al gol, contribuendo al successo nella trasferta in casa del Crotone (2-3).

#### Reggina
Il 23 settembre 2020 si trasferisce dal Perugia alla Reggina con un prestito su base biennale. Con la Reggina, Di Chiara segna la sua prima rete sette giorni dopo, in Coppa Italia contro il Teramo, valevole per il passaggio del turno. Nel campionato di cadetteria, segna la rete dell'1 a 0 della partita in trasferta contro il Venezia del 2 aprile 2021, terminata 2 a 0 per gli Amaranto.
Il 12 agosto 2022, dopo aver fatto rientro al Perugia dal prestito biennale, viene acquistato dalla Reggina a titolo definitivo per 300 mila euro, firmando un contratto fino al 2025.

#### Parma
Il 31 agosto 2023, rimasto svincolato dopo la mancata iscrizione in Serie B dei calabresi, firma un contratto biennale (con opzione per il terzo anno) con il Parma.

#### Frosinone
Il 3 febbraio 2025, viene annunciato il suo trasferimento a titolo definitivo al Frosinone, in Serie B.

#### Ritorno al Catanzaro
Il 23 luglio 2025, fa ufficialmente ritorno al Catanzaro, sempre in Serie B, dopo dieci anni, firmando un contratto annuale con il club giallorosso.

### Nazionale
Di Chiara conta una presenza nella Nazionale Under-19 di calcio dell'Italia, ottenuta nella vittoria per 3-0 contro i pari età del Montenegro del 17 novembre 2011.

## Statistiche

### Presenze e reti nei club
Statistiche aggiornate all'8 marzo 2025.
| Stagione         | Squadra          | Campionato       | Campionato | Campionato | Coppe nazionali | Coppe nazionali | Coppe nazionali | Coppe continentali | Coppe continentali | Coppe continentali | Altre coppe | Altre coppe | Altre coppe | Totale | Totale |
| Stagione         | Squadra          | Comp             | Pres       | Reti       | Comp            | Pres            | Reti            | Comp               | Pres               | Reti               | Comp        | Pres        | Reti        | Pres   | Reti   |
| ---------------- | ---------------- | ---------------- | ---------- | ---------- | --------------- | --------------- | --------------- | ------------------ | ------------------ | ------------------ | ----------- | ----------- | ----------- | ------ | ------ |
| 2010-2011        | Reggiana         | 1D               | 1          | 0          | CI+CI-LP        | 0+1             | 0               | -                  | -                  | -                  | -           | -           | -           | 2      | 0      |
| 2012-2013        | Pavia            | 1D               | 29         | 1          | CI-LP           | 2               | 0               | -                  | -                  | -                  | -           | -           | -           | 31     | 1      |
| 2013-gen. 2014   | Latina           | B                | 3          | 0          | CI              | 1               | 0               | -                  | -                  | -                  | -           | -           | -           | 4      | 0      |
| gen.-giu. 2014   | Catanzaro        | 1D               | 7+1        | 0          | CI-LP           | -               | -               | -                  | -                  | -                  | -           | -           | -           | 8      | 0      |
| 2014-gen. 2015   | Catanzaro        | LP               | 17         | 0          | CI+CI-LP        | 2+1             | 0               | -                  | -                  | -                  | -           | -           | -           | 20     | 0      |
| gen.-giu. 2015   | Lecce            | LP               | 8          | 1          | CI+CI-LP        | -               | -               | -                  | -                  | -                  | -           | -           | -           | 8      | 1      |
| 2015-2016        | Foggia           | LP               | 27+5       | 0          | CI+CI-LP        | 2+4             | 0               | -                  | -                  | -                  | -           | -           | -           | 38     | 0      |
| 2016-2017        | Perugia          | B                | 38+2       | 1+0        | CI              | 1               | 0               | -                  | -                  | -                  | -           | -           | -           | 41     | 1      |
| 2017-gen. 2018   | Benevento        | A                | 13         | 0          | CI              | 1               | 0               | -                  | -                  | -                  | -           | -           | -           | 14     | 0      |
| gen.-giu. 2018   | Carpi            | B                | 10         | 0          | CI              | -               | -               | -                  | -                  | -                  | -           | -           | -           | 10     | 0      |
| 2018-2019        | Benevento        | B                | 19         | 0          | CI              | 3               | 0               | -                  | -                  | -                  | -           | -           | -           | 22     | 0      |
| Totale Benevento | Totale Benevento | Totale Benevento | 32         | 0          |                 | 4               | 0               |                    | -                  | -                  |             | -           | -           | 36     | 0      |
| 2019-2020        | Perugia          | B                | 24         | 1          | CI              | 3               | 0               | -                  | -                  | -                  | -           | -           | -           | 27     | 1      |
| Totale Perugia   | Totale Perugia   | Totale Perugia   | 62+2       | 2          |                 | 4               | 0               |                    | -                  | -                  |             | -           | -           | 68     | 2      |
| 2020-2021        | Reggina          | B                | 33         | 1          | CI              | 2               | 1               | -                  | -                  | -                  | -           | -           | -           | 35     | 2      |
| 2021-2022        | Reggina          | B                | 33         | 1          | CI              | 1               | 0               | -                  | -                  | -                  | -           | -           | -           | 34     | 1      |
| 2022-2023        | Reggina          | B                | 32+1       | 0          | CI              | -               | -               | -                  | -                  | -                  | -           | -           | -           | 33     | 0      |
| Totale Reggina   | Totale Reggina   | Totale Reggina   | 98+1       | 2          |                 | 3               | 1               |                    | -                  | -                  |             | -           | -           | 102    | 3      |
| 2023-2024        | Parma            | B                | 25         | 0          | CI              | 1               | 0               | -                  | -                  | -                  | -           | -           | -           | 26     | 0      |
| 2024-feb. 2025   | Parma            | A                | 0          | 0          | CI              | -               | -               | -                  | -                  | -                  | -           | -           | -           | 0      | 0      |
| Totale Parma     | Totale Parma     | Totale Parma     | 25         | 0          |                 | 1               | 0               |                    | -                  | -                  |             | -           | -           | 26     | 0      |
| feb.-giu. 2025   | Frosinone        | B                | 4          | 0          | CI              | -               | -               | -                  | -                  | -                  | -           | -           | -           | 4      | 0      |
| 2025-2026        | Catanzaro        | B                | 0          | 0          | CI              | 0               | 0               | -                  | -                  | -                  | -           | -           | -           | 0      | 0      |
| Totale Catanzaro | Totale Catanzaro | Totale Catanzaro | 24+1       | 0          |                 | 3               | 0               | -                  | -                  | -                  | -           | -           | -           | 28     | 0      |
| Totale carriera  | Totale carriera  | Totale carriera  | 323+9      | 6          |                 | 25              | 1               |                    | -                  | -                  |             | -           | -           | 357    | 7      |

## Palmarès

### Club
- Campionato italiano di Serie B: 1

Parma: 2023-2024